# Pilotes officiels Fiat
Cette page répertorie tous les pilotes de toutes disciplines ayant évolué sur une Fiat en course automobile.

## Rallye

### Abarth & Co. SpA

#### IRC
| Saison | Équipe           | Voiture                        | Pilote                | 1       | 2       | 3       | 4       | 5       | 6       | 7       | 8       | 9       | 10      | 11       | 12  | Classement | Points |
| ------ | ---------------- | ------------------------------ | --------------------- | ------- | ------- | ------- | ------- | ------- | ------- | ------- | ------- | ------- | ------- | -------- | --- | ---------- | ------ |
| 2006   | Fiat             | Fiat Abarth Grande Punto S2000 | Giandomenico Basso    | AFS     | BEL 1   | POR 1   | ITA     |         |         |         |         |         |         |          |     | 1          | 20     |
| 2006   | Fiat             | Fiat Abarth Grande Punto S2000 | Umberto Scandola (it) | AFS     | BEL 72  | POR RET | ITA 11  |         |         |         |         |         |         |          |     |            |        |
| 2006   | Fiat             | Fiat Abarth Grande Punto S2000 | Paolo Andreucci       | AFS     | BEL     | POR     | ITA 1   |         |         |         |         |         |         |          |     | 2          | 10     |
| 2006   | Fiat             | Fiat Abarth Grande Punto S2000 | Andrea Navarra        | AFS     | BEL     | POR     | ITA 6   |         |         |         |         |         |         |          |     | 19         | 3      |
| 2007   | Abarth & Co. SpA | Fiat Abarth Grande Punto S2000 | Andrea Navarra        | KEN 3   | TUR 2   | BEL 3   | RUS 4   | POR RET | RTC 7   | ITA 10  | SUI RET | CHI     |         |          |     | 3          | 32     |
| 2007   | Abarth & Co. SpA | Fiat Abarth Grande Punto S2000 | Umberto Scandola (it) | KEN RET | TUR     | BEL 5   | RUS     | POR     | RTC     | ITA 4   | SUI 3   | CHI     |         |          |     | 6          | 15     |
| 2007   | Abarth & Co. SpA | Fiat Abarth Grande Punto S2000 | Anton Alén            | KEN     | TUR 4   | BEL     | RUS 1   | POR     | RTC RET | ITA     | SUI     | CHI     |         |          |     | 6          | 15     |
| 2007   | Abarth & Co. SpA | Fiat Abarth Grande Punto S2000 | Giandomenico Basso    | KEN     | TUR     | BEL     | RUS     | POR 1   | RTC     | ITA 2   | SUI     | CHI     |         |          |     | 5          | 18     |
| 2008   | Abarth & Co. SpA | Fiat Abarth Grande Punto S2000 | Anton Alén            | TUR 3   | POR RET | BEL 12  | RUS 2   | POR     | RTC RET | ESP 6   | ITA 9   | SUI 6   | CHI     |          |     | 5          | 21     |
| 2008   | Abarth & Co. SpA | Fiat Abarth Grande Punto S2000 | Giandomenico Basso    | TUR RET | POR 4   | BEL 6   | RUS 3   | POR 2   | RTC RET | ESP 1   | ITA 1   | SUI 5   | CHI     |          |     | 3          | 46     |
| 2008   | Abarth & Co. SpA | Fiat Abarth Grande Punto S2000 | Umberto Scandola (it) | TUR     | POR     | BEL     | RUS     | POR 7   | RTC     | ESP     | ITA RET | SUI RET | CHI     |          |     | 26         | 2      |
| 2008   | Abarth & Co. SpA | Fiat Abarth Grande Punto S2000 | Renato Travaglia      | TUR     | POR     | BEL     | RUS     | POR     | RTC     | ESP     | ITA 4   | SUI     | CHI     |          |     | 6          | 19     |
| 2008   | Abarth & Co. SpA | Fiat Abarth Grande Punto S2000 | Andrea Navarra        | TUR     | POR     | BEL     | RUS     | POR     | RTC     | ESP     | ITA RET | SUI     | CHI     |          |     |            |        |
| 2009   | Abarth & Co. SpA | Fiat Abarth Grande Punto S2000 | Giandomenico Basso    | MON 5   | BRE 3   | KEN     | POR RET | BEL 8   | RUS 3   | POR 1   | RTC RET | ESP 8   | ITA     | ECO (en) |     | 5          | 28     |
| 2009   | Abarth & Co. SpA | Fiat Abarth Grande Punto S2000 | Luca Rossetti         | MON RET | BRE     | KEN     | POR     | BEL     | RUS     | POR RET | RTC 10  | ESP     | ITA 2   | ECO (en) |     | 10         | 8      |
| 2009   | Abarth & Co. SpA | Fiat Abarth Grande Punto S2000 | Anton Alén            | MON     | BRE RET | KEN     | POR 18  | BEL     | RUS 7   | POR     | RTC     | ESP     | ITA     | ECO (en) |     | 28         | 3      |
| 2009   | Abarth & Co. SpA | Fiat Abarth Grande Punto S2000 | Bernd Casier          | MON     | BRE     | KEN     | POR     | BEL 14  | RUS     | POR     | RTC     | ESP     | ITA     | ECO (en) |     |            |        |
| 2009   | Abarth & Co. SpA | Fiat Abarth Grande Punto S2000 | Miguel Fuster         | MON     | BRE     | KEN     | POR     | BEL     | RUS     | POR     | RTC     | ESP RET | ITA     | ECO (en) |     |            |        |
| 2009   | Abarth & Co. SpA | Fiat Abarth Grande Punto S2000 | Umberto Scandola (it) | MON     | BRE     | KEN     | POR     | BEL     | RUS     | POR     | RTC     | ESP     | ITA 11  | ECO (en) |     |            |        |
| 2009   | Abarth & Co. SpA | Fiat Abarth Grande Punto S2000 | François Duval        | MON     | BRE     | KEN     | POR     | BEL     | RUS     | POR     | RTC     | ESP     | ITA RET | ECO (en) |     |            |        |
| 2010   | Abarth & Co. SpA | Fiat Abarth Grande Punto S2000 | Luca Rossetti         | MON     | BRE     | ARG     | ESP     | ITA     | BEL     | POR     | POR     | RTC     | ITA 5   | ECO (en) | CHY | 22         | 4      |
| 2010   | Abarth & Co. SpA | Fiat Abarth Grande Punto S2000 | Giandomenico Basso    | MON     | BRE     | ARG     | ESP     | ITA     | BEL     | POR     | POR     | RTC     | ITA 7   | ECO (en) | CHY | 36         | 2      |

### Importateurs Fiat

#### Fiat Auto España
| Saison | Championnat | Voiture                        | Pilote        | 1   | 2   | 3   | 4   | 5   | 6   | 7     | 8   | 9   | 10  | Classement | Points |
| ------ | ----------- | ------------------------------ | ------------- | --- | --- | --- | --- | --- | --- | ----- | --- | --- | --- | ---------- | ------ |
| 2008   | IRC         | Fiat Abarth Grande Punto S2000 | Miguel Fuster | TUR | POR | BEL | RUS | POR | RTC | ESP 5 | ITA | SUI | CHI | 18         | 4      |

#### Concessionarios Fiat (Portugal)
| Saison | Championnat | Voiture                        | Pilote            | 1   | 2      | 3   | 4   | 5     | 6   | 7   | 8   | 9   | 10  | Classement | Points |
| ------ | ----------- | ------------------------------ | ----------------- | --- | ------ | --- | --- | ----- | --- | --- | --- | --- | --- | ---------- | ------ |
| 2007   | IRC         | Fiat Abarth Grande Punto S2000 | José Pedro Fontes | KEN | TUR    | BEL | RUS | POR 5 | RTC | ITA | SUI | CHI |     | 16         | 5      |
| 2008   | IRC         | Fiat Abarth Grande Punto S2000 | José Pedro Fontes | TUR | POR 14 | BEL | RUS | POR 9 | RTC | ESP | ITA | SUI | CHI |            |        |

#### Fiat Motorsport Turkey
| Saison | Championnat | Voiture                        | Pilote      | 1     | 2     | 3       | 4   | 5      | 6      | 7   | 8   | 9   | 10  | Classement | Points |
| ------ | ----------- | ------------------------------ | ----------- | ----- | ----- | ------- | --- | ------ | ------ | --- | --- | --- | --- | ---------- | ------ |
| 2007   | IRC         | Fiat Abarth Grande Punto S2000 | Volkan Işık | KEN   | TUR 6 | BEL RET | RUS | POR 14 | RTC 13 | ITA | SUI | CHI |     | 28         | 3      |
| 2008   | IRC         | Fiat Abarth Grande Punto S2000 | Volkan Işık | TUR 7 | POR   | BEL RET | RUS | POR 11 | RTC 16 | ESP | ITA | SUI | CHI | 26         | 2      |

## Sources
- The official website of the Intercontinental Rally Challenge
- EWRC-Results.com